# Nymphon maculatum
Nymphon maculatum är en havsspindelart som beskrevs av Carpenter, G.H. 1910. Nymphon maculatum ingår i släktet Nymphon och familjen Nymphonidae.
Artens utbredningsområde är Röda havet. Inga underarter finns listade i Catalogue of Life.